# Kanton Basse-Terre
Kanton Basse-Terre is een kanton van het Franse departement Guadeloupe. Kanton Basse-Terre maakt deel uit van het arrondissement Basse-Terre en telde 20.327 inwoners in 2019.
In 2015 werden de kantons Basse-Terre-1, Basse-Terre-2 en Saint-Claude samengevoegd tot Basse-Terre.

## Gemeenten
Het kanton Basse-Terre omvat de volgende gemeenten:
- Basse-Terre
- Saint-Claude